# Tomocyrba barbata
Tomocyrba barbata är en spindelart som beskrevs av Simon 1900. Tomocyrba barbata ingår i släktet Tomocyrba och familjen hoppspindlar. Inga underarter finns listade i Catalogue of Life.